# Championnat d'Oman de football 2020-2021
Navigation
Saison précédente Saison suivante
La saison 2020-2021 du Championnat d'Oman de football est la quarante-cinquième édition de la première division au sultanat d'Oman, l'Oman League. Elle rassemble les quatorze meilleurs clubs du pays au sein d'une poule unique où ils s'affrontent à deux reprises, à domicile et à l'extérieur. En fin de saison, les trois derniers du classement sont relégués et remplacés par les trois meilleurs clubs de deuxième division.
Al-Seeb Sports Club est le tenant du titre.
Le 1er avril 2021, la fédération annonce l'arrêt de la saison en raison de la pandémie de Covid-19, aucun titre ne sera décerné.

## Les clubs participants
- Al-Suwaiq Club
- Sohar Club
- Dhofar Club
- Bahla Club
- Al-Seeb Sports Club
- Oman Club
- Saham Club
- Al-Rustaq
- Mascate Club
- Al-Ittihad Club - Promu de D2
- Al Nasr Salalah
- Al-Masnaah - Promu de D2
- Al Nahda Club
- Nizwa Club - Promu de D2

## Compétition
Le barème de points servant à établir le classement se décompose ainsi :
- Victoire : 3 points
- Match nul : 1 point
- Défaite : 0 point

### Classement
| Rang | Équipe               | Pts  | J  | G | N | P | Bp | Bc | Diff |
| ---- | -------------------- | ---- | -- | - | - | - | -- | -- | ---- |
| 1    | Al-Seeb Sports ClubT | 22   | 10 | 7 | 1 | 2 | 21 | 3  | +18  |
| 2    | Dhofar Club C        | 20-6 | 10 | 8 | 2 | 0 | 19 | 3  | +16  |
| 3    | Al-Masnaah P         | 20   | 10 | 6 | 2 | 2 | 14 | 10 | +4   |
| 4    | Al Nasr Salalah      | 18   | 10 | 5 | 3 | 2 | 11 | 8  | +3   |
| 5    | Al-Suwaiq Club       | 17   | 10 | 5 | 2 | 3 | 11 | 9  | +2   |
| 6    | Bahla Club           | 15   | 10 | 3 | 6 | 1 | 8  | 9  | -1   |
| 7    | Al-Rustaq            | 14   | 10 | 4 | 2 | 4 | 9  | 9  | 0    |
| 8    | Al-Ittihad Club P    | 12   | 10 | 2 | 6 | 2 | 8  | 12 | -4   |
| 9    | Oman Club            | 11   | 10 | 3 | 2 | 5 | 6  | 9  | -3   |
| 10   | Sohar Club           | 8    | 10 | 2 | 2 | 6 | 8  | 14 | -6   |
| 11   | Nizwa Club P         | 7    | 10 | 1 | 4 | 5 | 8  | 15 | -7   |
| 12   | Al Nahda Club        | 6-6  | 10 | 3 | 3 | 4 | 9  | 9  | 0    |
| 13   | Mascate Club         | 3    | 10 | 0 | 3 | 7 | 4  | 17 | -13  |
| 14   | Saham Club           | 0-6  | 10 | 2 | 0 | 8 | 7  | 20 | -13  |

|  | Qualification pour la Coupe de l'AFC 2022                            |
|  | Relégation directe en deuxième division                              |
|  | T : Tenant du titre C : Vainqueur de la Coupe d'Oman P : Promu de D2 |

- Dhofar Club, Al Nahda Club et Saham Club ont une pénalité de six points pour raisons financières[2].

## Bilan de la saison
| Championnat d'Oman de football 2020-2021                        |              |
| Champion                                                        | aucun        |
| Coupes et trophées                                              |              |
| Vainqueur de la Coupe d'Oman 2020-2021                          | non disputée |
| Qualifications continentales                                    |              |
| Coupe de l'AFC 2022                                             |              |
| Promotions et relégations                                       |              |
| Promus en Oman League                                           |              |
| Relégués en Championnat d'Oman de football de deuxième division |              |